# Fabio Vásquez Castaño
Fabio Vásquez Castaño, alias Helio, né en 1940 à Calarcá (Colombie) et mort le 10 décembre 2019 à La Havane (Cuba), est un guérillero colombien, cofondateur de l'Armée de libération nationale (ELN) et chef entre 1964 et 1973. Il est démis de ses fonctions pour mauvais commandement. L'organisation est quasiment démantelée jusqu'en 1983, date à laquelle le prêtre espagnol Manuel Pérez Martínez, alias El Cura Pérez, prend le commandement de la guérilla après l'avoir réorganisée,.

## Biographie
Né d'une famille modeste, avec un père cultivateur de café, et d'une mère au foyer avec 9 enfants, le chef de famille sera assassiné dans la période nommée La Violencia. Fabio Vásquez travaille comme caissier à Pereira (Risaralda), et se rapproche des mouvements étudiants pour rejoindre plusieurs groupes armés et s'engagera au mouvement de l'ELN..
Selon un ancien guérillero de l'ELN, Jaime Arenas Reye interviewé par Germán Castro Caycedo : Fabio Vásquez est décrit comme un homme intelligent, peu instruit, mais d'une grande « méchanceté indigène », qui préférait défendre ses arguments avec des balles plutôt que de donner des arguments. Il n'hésitait pas à tirer sur ses propres amis lorsqu'il y avait des désaccords idéologiques.
En 1960 naît le Frente Unido de Acción Revolucionaria (FUAR), dominance du Parti communiste du Salvador, qui étend son influence parmi les paysans de la côte caraïbe, soutenu par les gaitanistes, et plus particulièrement par Gloria Gaitán, fille du libéral populaire Jorge Eliécer Gaitán, Luis Emiro Valencia, et le pédagogue marxiste Germán Zabala Cubillos.

### Engagement politique
Le gouvernement cubain accorde en 1962 une bourse à 60 étudiants cubains appartenant à la Jeunesse communiste colombienne (JUCO), au Mouvement étudiant et ouvrier paysan (MOEC) et à la Jeunesse du mouvement révolutionnaire libéral (JMRL), ainsi qu'à onze autre. Formés à Cuba la « Brigade Pro Libération José Antonio Galán », seulement sept terminent, cette formation et parmi eux Fabio Vázquez Castaño qui sera chef désigné.
Dans le village de La Fortuna, près de la colline Los Andes, dans la municipalité de San Vicente de Chucurí, Santander, plusieurs habitants rejoignent l'ELN.
Le 7 janvier 1965, sous le gouvernement de Guillermo León Valencia , 22 guérilleros de l'ELN, combattant sous le pseudonyme « El Tuerto », effectuent la première action de guérilla armée en effectuant la prise de la municipalité Simacota gardée par cinq policiers. Dans cette action alias « Capitaine Parmenio » meurt dans cette embuscade, deux désertent, dont Manuel Muñoz, qui les trahit, ce qui permet la capture de deux guérilleros, Fabio Vásquez et Víctor Medina qui rappellent le slogan de José Antonio Galán « Pas un pas en arrière !, Libération ou mort ! . Le 3 février, la colonne de Ricardo Lara Parada attaque Papayal (Nord de Santander) avec deux policiers morts et des blessés. Fabio Vásquez  ordonne la mort d'Esteban Ríos et de Florencio Amaya, pour avoir déserté les rangs de la guérilla.

### Camilo Torres Restrepo
Camilo Torres Restrepo rencontre Fabio Vásquez dans les montagnes de San Vicente de Chucurí (Santander). ils recrutent des sympathisants à l' Université d'Antioquia, et éditent le bulletin Insurrección. Ce tract est distribué dans plusieurs villes. Le 24 août, José Manuel Martínez Quiroz alias « Commandant Abraham » (avocat à l'Université nationale de Colombie), membre du Front uni succède à Camilo Torres Restrepo.
le 19 octobre Le père Camilo Torres Restrepo au front avec José Antonio Galán et 40 hommes sur le Cerro, publie sa « Proclamation aux Colombiens ». Il se photographie avec Fabio Vásquez et Victor Medina. les guérilleros tente de tendre une embuscade à un peloton de soldats à Patio Cemento, face à la Cinquième Brigade de l'Armée Nationale (près de San Vicente de Chucurí, Santander), événement critiqué par le Parti communiste colombien (PCC) et la Démocratie chrétienne, car la date n'est pas favorable. Dans ce combat, les insurgés subissent de lourdes pertes, dont celle du prêtre Camilo Torres Restrepo le 15 février 1966, qui avait rejoint la guérilla quelques mois auparavant.

### Opération Anorí
L'opération Anorí est une intervention menée par l'armée colombienne contre l'ELN entre juin et octobre 1973, dans la municipalité d'Anorí (Antioquia).
En raison de l'échec militaire des guérilléros, menée par l' Armée nationale, qui s'est soldée par la mort de trois commandants de la guérilla, Fabio Vásquez est assujetti à un procès révolutionnaire par contumace présidé par l'ELN. Parmi eux, alias « Gabino », qui communique personnellement à Fabio Vásquez son renvoi de l'ELN comme commandant en chef de la guérilla. Craignant l'exécution de ses anciens collègues, il s'exile définitivement à Cuba.

### Exile cubain
En août 1974, Fabio Vásquez quitte la Colombie pour s'installer définitivement à Cuba.
Des rumeurs ont longtemps circulé dans la presse selon laquelle, Fabio Vásquez était exécuté par l'ELN. Selon Nicolás Rodríguez Bautista Gabino (dirigeant de l'ELN) certifira : « Fabio n'est pas mort, au contraire, il est exilé à Cuba depuis 1975 ». Il décède à l'âge de soixante-dix-neuf ans de causes naturelles, le 10 décembre 2019 à Cuba.